# Masajista

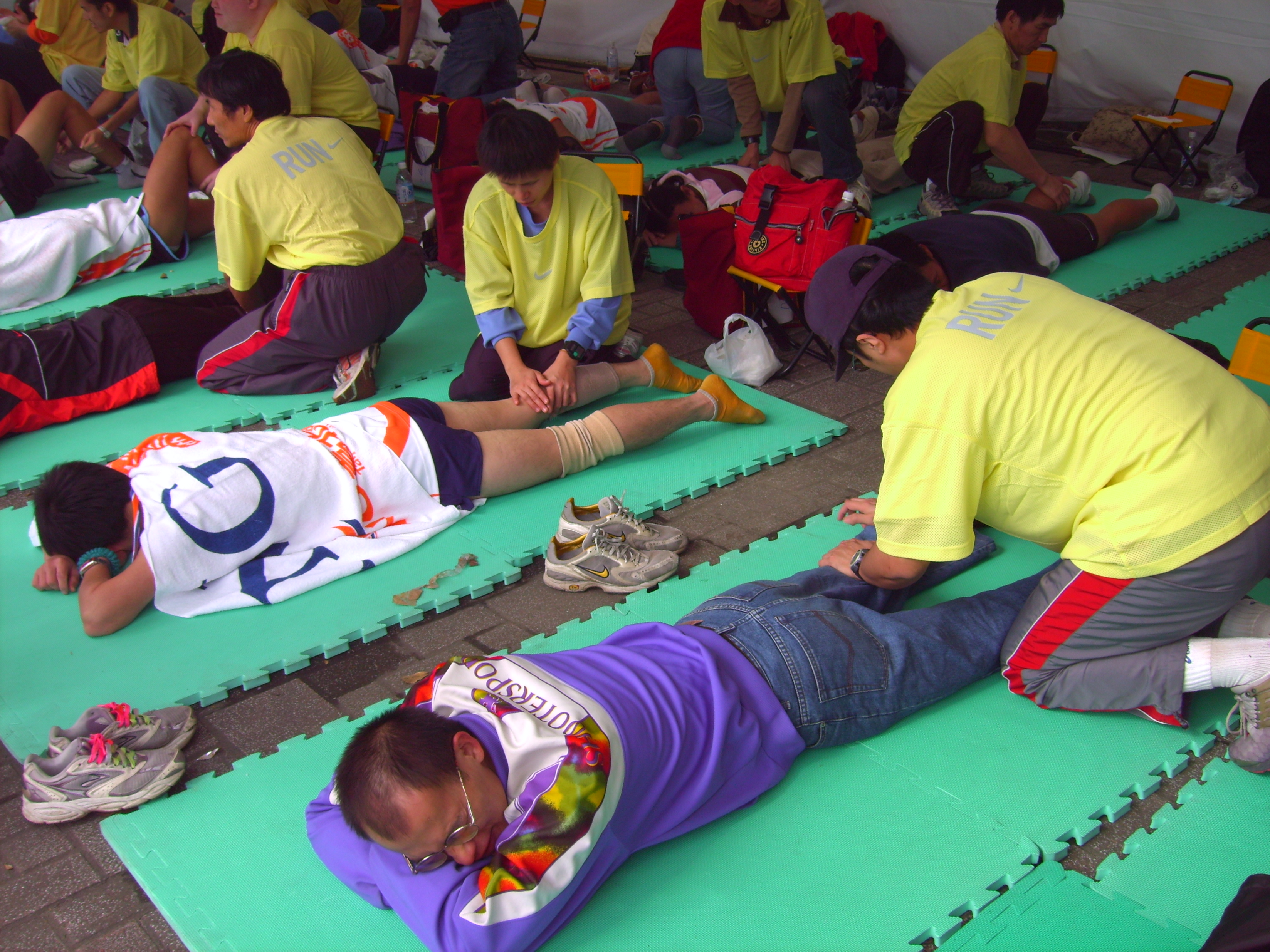
Masajistas realizando un masaje a corredores de maratón

Se llama masajista a quien realiza el tratamiento mediante masaje en sus diferentes modalidades, y la cinesiterapia pasiva. Por extensión, se aplica a quien trata con quiromasaje.
El masaje fue una de las primeras herramientas terapéuticas utilizadas por el hombre para comunicarse y proporcionar/se un recurso natural contra el dolor y el estrés. Su evolución y su uso ha sido parejo al de la sociedad, adaptándose a las peculiaridades de temperamento y climáticas propias de cada pueblo hasta convertirse en la técnica que hoy se conoce como "tacto estructurado" .
El masaje terapéutico tiene que ser llevado a cabo por una persona con grado de fisioterapeuta o kinesiólogo. De no ser así, conllevaría sanción por lo penal. Los quiromasajistas simplemente no son sanitarios ni deben hacer alusión a ello en la publicidad. Los masajistas pueden atender personas sin patologías. Su accionar comprende la realización de masajes con fines estéticos o de relajación entre otros.
- Datos: Q6005272